# Freightliner Argosy
Le Freightliner Argosy est une gamme de modèles de camions à cabine avancée produite par le constructeur de camions américain Freightliner. Introduit en 1999 pour remplacer le FLB, l'Argosy est un camion de classe 8 sur la classification des camions aux États-Unis, actuellement dans sa deuxième génération.
Après l'année 2006, Freightliner a retiré l'Argosy de sa gamme de modèles aux États-Unis et au Canada, ce qui en fait le dernier semi-tracteur à cabine avancée de classe 8 vendu en Amérique du Nord.
Le Freightliner Argosy est produit par Freightliner dans son usine de Cleveland, en Caroline du Nord ; depuis 2007, la production est exportée presque exclusivement vers l'Afrique du Sud, l'Australie et la Nouvelle-Zélande.

## Exportation
Dans le cadre de son développement, l'Argosy devait se conformer aux normes européennes de résistance aux chocs, devenant l'un des camions les plus sûrs testés de l'époque. Les camions à cabine avancée étant restés populaires sur les marchés en dehors de l'Amérique du Nord, Freightliner a continué de produire l'Argosy pour les marchés d'exportation, développant des versions à conduite à droite pour l'Afrique du Sud, l'Australie et la Nouvelle-Zélande.

## Galerie

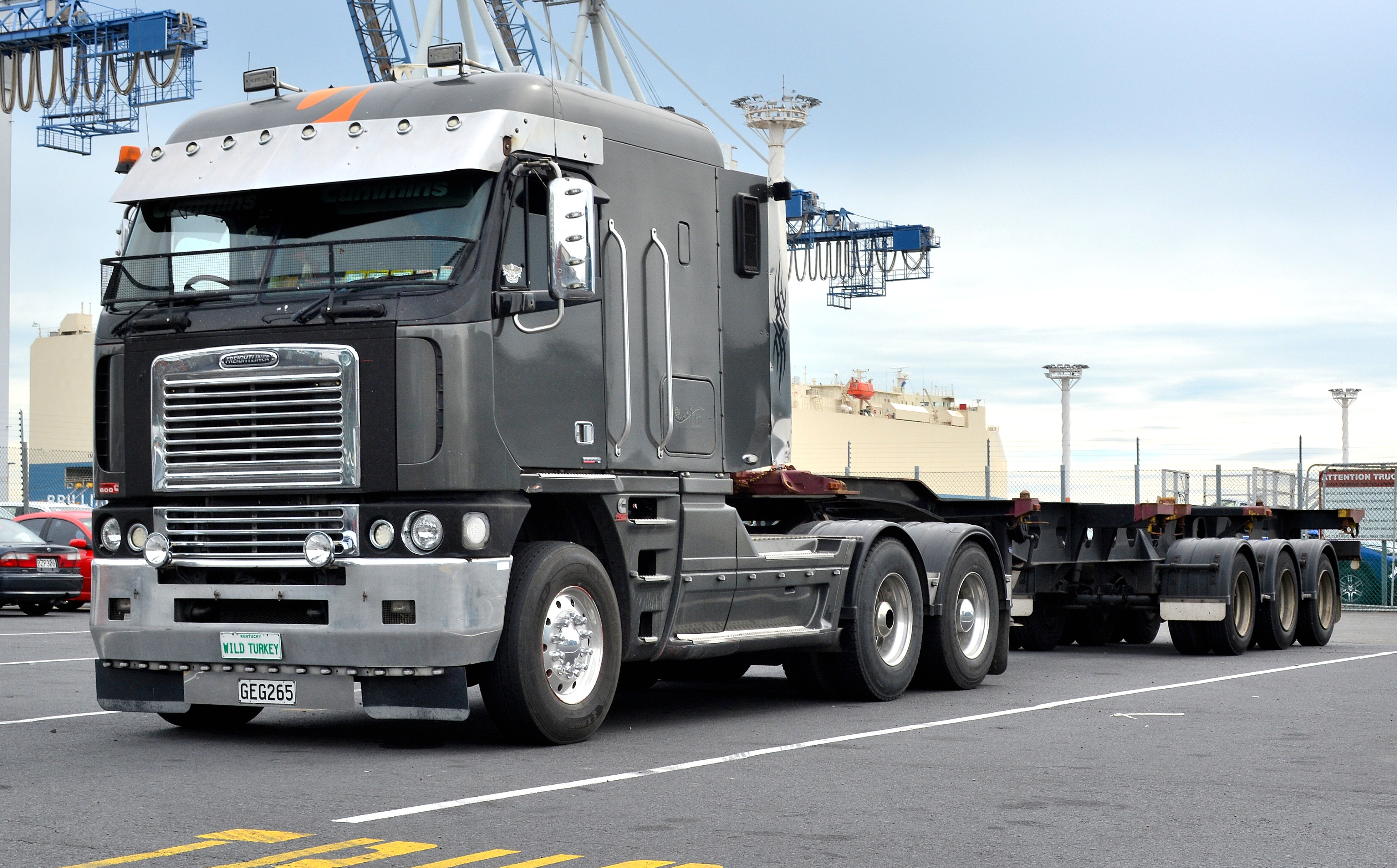
Freightliner Argosy de 2001.
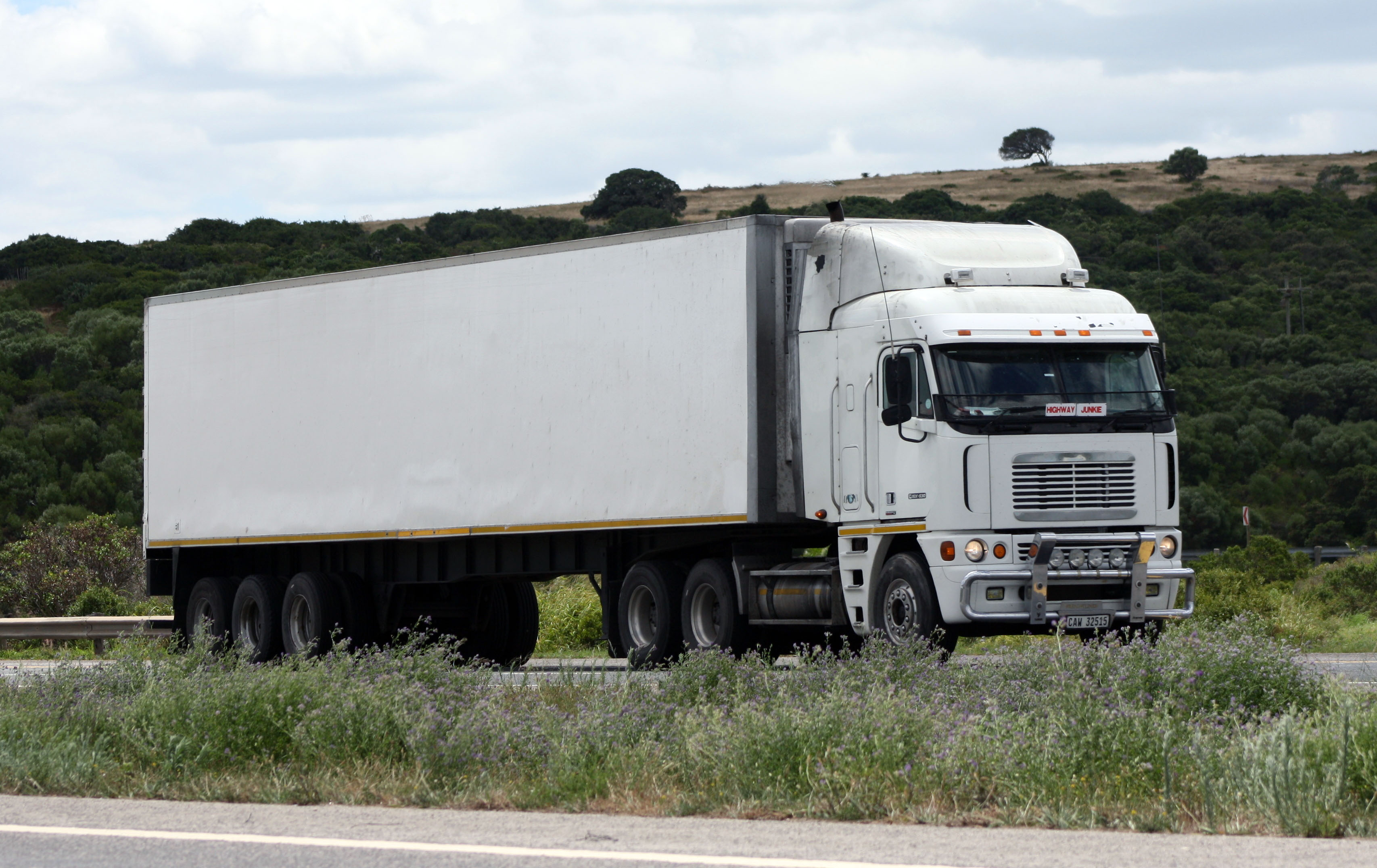
Première génération du Freightliner Argosy en Afrique du Sud.
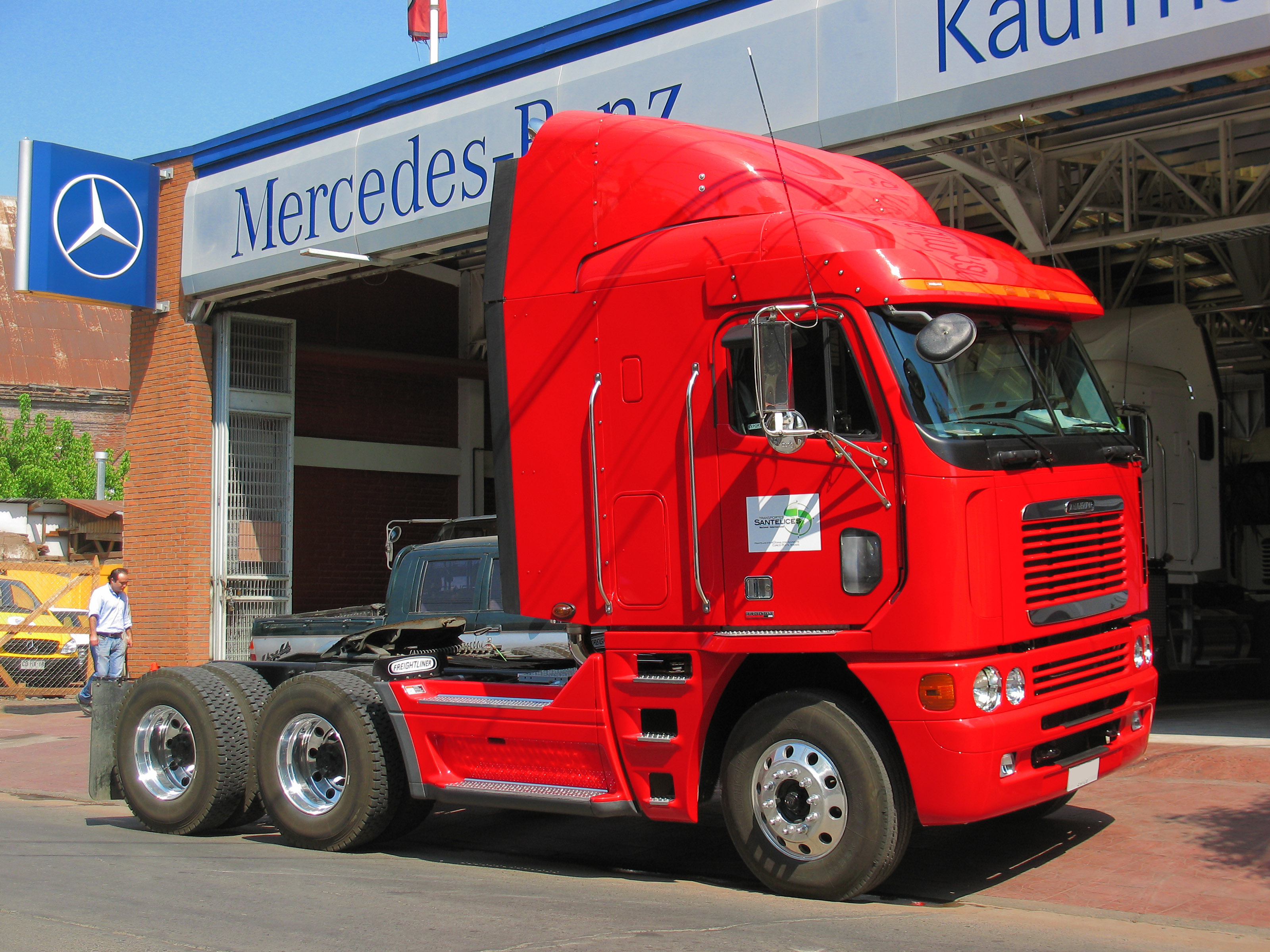
Freightliner Argosy de 2011.